# Angelo Buccarello
Angelo Buccarello (Castrignano del Capo, 12 maggio 1942) è un presbitero e religioso italiano appartenente all'Ordine della Santissima Trinità.

## Biografia
Dopo le scuole elementari e secondarie, il 17 novembre 1955 entrò nell'Ordine come aspirante.
Nel 1960 iniziò il noviziato, proseguendo gli studi liceali a Livorno, quindi quelli di Filosofia al Collegio San Crisogono Martire di Roma e quindi di Teologia alla Pontificia Università Urbaniana.
Il 28 giugno 1968 fu ordinato sacerdote; l'11 ottobre 1969 partì in missione a Madagascar.
Il suo lavoro di missionario consisteva soprattutto nell'accogliere le persone, aiutarle, evangelizzarle, educarle alla fede, con frequenti spostamenti per visitare le circa 50 comunità cristiane fra i Betsimisaraka a Anosibe an'Ala, nella regione centrale, del paese. Nel 1978 fu chiamato a costruire una nuova chiesa dedicata alla Santissima Trinità e dare inizio alla nuova parrocchia, a Moramanga.
Nel 1981 fu chiamato ad Antananarivo per la formazione dei giovani fratelli trinitari malgasci. Nel 1983 fu nominato cappellano cattolico delle carceri di Antananarivo, poi 1993 fu nominato cappellano nazionale delle carceri del Madagascar.

## Opere
Padre Angelo è stato il presidente fondatore dell'opera sociale della Cappellania Cattolica delle Carceri (in francese Aumônerie Catholique des Prisons, ACP) con la quale ha operato fino alla partenza dal Madagascar nel 2001. L'ACP, la cui sede è chiamata Tonga Soa, ha reso molti servizi ai detenuti e alle loro famiglie ed è  riconosciuta dallo Stato malgascio come ONG.
L'ACP ha la missione di aiutare i detenuti, soprattutto i più poveri, sia nei loro bisogni vitali e giuridici, sia nel ritrovare la loro dignità, la bontà, la vocazione.
L'équipe dell'ACP fornisce servizi di carattere alimentare, medico, sociale, giuridico, per il reinserimento degli ex detenuti e la produzione di carbone a partire dai rifiuti.
Nel 1987 seguì da vicino ed aiutò i "4 Mi", circa 250 fanciulli tra i 4 e i 12 anni raccolti nelle strade di Antananarivo e ammucchiati in un ex mattatoio quasi senza alcuna assistenza. In quella occasione interpellò la congregazione delle suore Orsoline perché aprissero il Centro «Marie Angèle» onde raccogliere almeno le ragazze più giovani. Questo centro esiste ancora oggi.
In seguito aprì dei centri per l'accoglienza dei figli dei detenuti ad Amboditsiry, Andranobevava, Analamahitsy, Fenomanana, Anjiro, nonché ad Androndra per i detenuti più malnutriti.
Anche grazie alla tenacia di padre Angelo e del gruppo "Rêve 2000" che egli aveva costituito, nonché alla buona accoglienza dei Vescovi e del Governo, in occasione del giubileo del 2000 il Madagascar ha liberato circa 3.000 detenuti in segno di clemenza.
Dopo 32 anni passati nell'isola, 20 dei quali ad Antananarivo, nel luglio del 2001 Padre Angelo è stato eletto e nominato Consigliere generale dell'Ordine della Santissima Trinità. Fu poi nominato Presidente del SIT Solidarietà Internazionale Trinitaria, un organismo il cui scopo è la liberazione.

## Riconoscimenti
- Nel dicembre 1996 ha ricevuto dal Presidente della Repubblica francese, Jacques Chirac, il premio dei diritti dell'Uomo.
- È stato nominato membro della Commissione Nazionale Malgascia dei Diritti dell'Uomo e decorato Cavaliere e Ufficiale dell'Ordine Nazionale Malgascio.